# Club Internacional de Fútbol Miami 2023
Questa voce raccoglie le informazioni riguardanti l'Inter Miami nelle competizioni ufficiali della stagione 2023.

## Stagione
Quella del 2023 è la quarta stagione in Major League Soccer dell'Inter Miami. Durante la sessione estiva il club mette sotto contratto gli spagnoli Sergio Busquets e Jordi Alba e l'argentino, campione del mondo in carica, Lionel Messi. I nuovi acquisti contribuiscono alla vittoria del primo trofeo nella storia dell'Inter Miami, la Leagues Cup, conquistata battendo in finale il Nashville per 10-9 ai tiri di rigore, dopo l'1-1 dei tempi regolamentari. La squadra raggiunge la finale anche in U.S. Open Cup ma perde per 2-1 contro lo Houston Dynamo. In MLS, invece, l'Inter Miami chiude la stagione mancando l'accesso ai play-off.

## Divise e sponsor
| Casa | Trasferta |

## Organigramma societario
Di seguito l'organigramma societario.
Area direttiva
- Proprietario e Presidente: David Beckham
- Co-proprietario: Jose Mas
- Co-proprietario: Jorge Mas
- Vicepresidente: Pablo Alvarez
- Direttore delle operazioni commerciali: Xavi Asensi
- Direttore sportivo: Chris Henderson

Area tecnica
- Allenatore: Gerardo Martino
- Allenatore in seconda: Javier Morales
- Preparatore dei portieri: Sebastián Saja
- Preparatore atletico: Garrison Draper

## Rosa

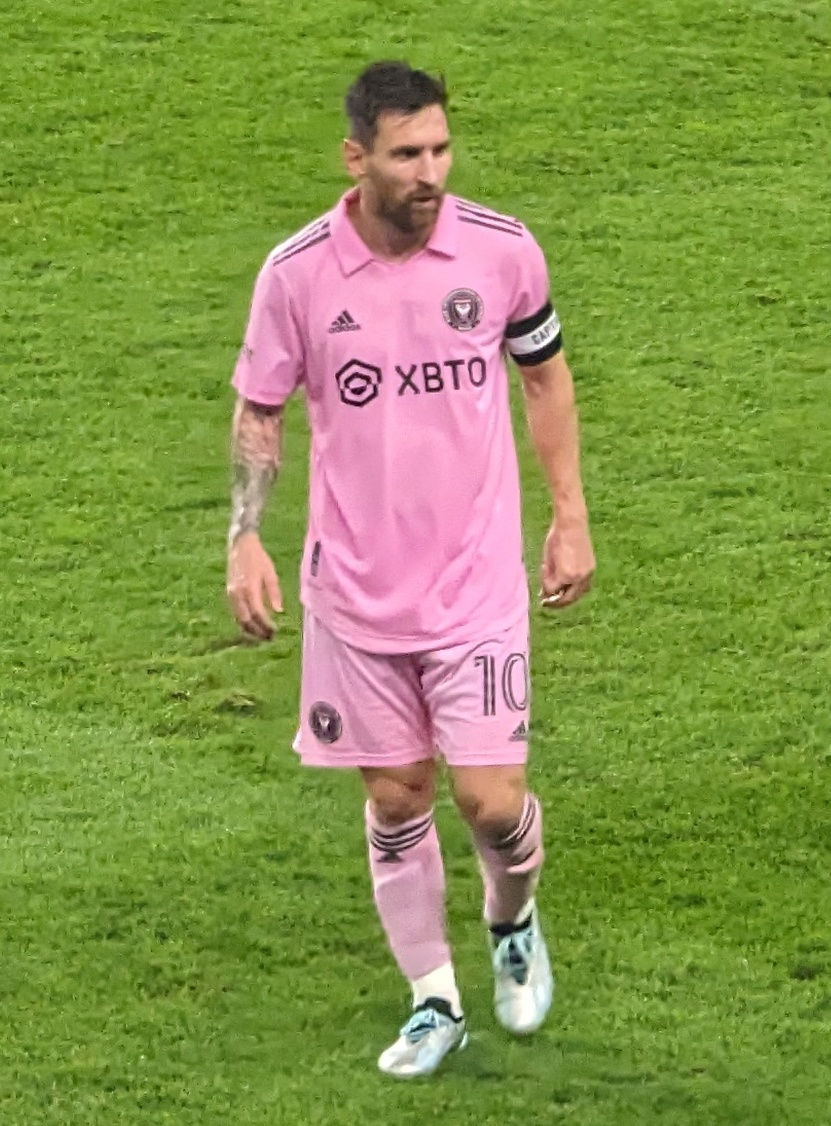
Lionel Messi, capitano del club dal suo arrivo a stagione in corso

Aggiornata al 15 luglio 2023.
| N. |                        | Ruolo | Calciatore              |
| -- | ---------------------- | ----- | ----------------------- |
| 1  | Stati Uniti (bandiera) | P     | Drake Callender         |
| 2  | Stati Uniti (bandiera) | D     | DeAndre Yedlin          |
| 3  | Ecuador (bandiera)     | C     | Dixon Arroyo            |
| 4  | Svezia (bandiera)      | D     | Christopher McVey       |
| 5  | Spagna (bandiera)      | C     | Sergio Busquets         |
| 6  | Spagna (bandiera)      | D     | Jordi Alba              |
| 7  | Brasile (bandiera)     | C     | Jean Mota               |
| 8  | Paraguay (bandiera)    | C     | Diego Gómez             |
| 9  | Ecuador (bandiera)     | A     | Leonardo Campana        |
| 10 | Argentina (bandiera)   | A     | Lionel Messi (capitano) |
| 13 | Messico (bandiera)     | C     | Victor Ulloa            |
| 14 | Francia (bandiera)     | A     | Corentin Jean           |
| 15 | Stati Uniti (bandiera) | D     | Ryan Sailor             |
| 16 | Finlandia (bandiera)   | A     | Robert Taylor           |
| 17 | Venezuela (bandiera)   | A     | Josef Martínez          |
| 18 | Irlanda (bandiera)     | D     | Harvey Neville          |
| 19 | Cile (bandiera)        | A     | Robbie Robinson         |

| N. |                            | Ruolo | Calciatore         |
| -- | -------------------------- | ----- | ------------------ |
| 21 | Paesi Bassi (bandiera)     | P     | Nick Marsman       |
| 22 | Argentina (bandiera)       | A     | Nicolás Stefanelli |
| 24 | Stati Uniti (bandiera)     | D     | Ian Fray           |
| 26 | Brasile (bandiera)         | C     | Gregore            |
| 27 | Ucraina (bandiera)         | D     | Serhij Kryvcov     |
| 28 | Rep. Dominicana (bandiera) | A     | Edison Azcona      |
| 29 | Stati Uniti (bandiera)     | P     | CJ dos Santos      |
| 30 | Stati Uniti (bandiera)     | C     | Benjamin Cremaschi |
| 32 | Stati Uniti (bandiera)     | D     | Noah Allen         |
| 33 | Argentina (bandiera)       | D     | Franco Negri       |
| 35 | Colombia (bandiera)        | C     | Felipe Valencia    |
| 41 | Honduras (bandiera)        | C     | David Ruíz         |
| 49 | Haiti (bandiera)           | A     | Shanyder Borgelin  |
| 99 | Stati Uniti (bandiera)     | P     | Cole Jensen        |
|    | Argentina (bandiera)       | C     | Facundo Farías     |
|    | Argentina (bandiera)       | D     | Tomás Avilés       |

## Calciomercato

### Sessione invernale
| Acquisti | Acquisti           | Acquisti           | Acquisti      |
| R.       | Nome               | da                 | Modalità      |
| -------- | ------------------ | ------------------ | ------------- |
| P        | Cole Jensen        |                    | SuperDraft    |
| D        | Franco Negri       |                    | svincolato    |
| D        | Serhij Kryvcov     |                    | svincolato    |
| D        | Kamal Miller       | CF Montréal        | Trade         |
| D        | Benjamin Cremaschi | Inter Miami II     | definitivo    |
| C        | Edison Azcona      | El Paso Locomotive | fine prestito |
| C        | Rodolfo Pizarro    | Monterrey          | fine prestito |
| C        | Dixon Arroyo       | Emelec             | definitivo    |
| C        | David Ruiz         | Inter Miami II     | definitivo    |
| A        | Josef Martínez     |                    | svincolato    |
| A        | Shanyder Borgelin  | Inter Miami II     | definitivo    |
| A        | Leonardo Campana   |                    | svincolato    |
| A        | Nicolás Stefanelli |                    | svincolato    |

| Cessioni | Cessioni          | Cessioni           | Cessioni    |
| R.       | Nome              | a                  | Modalità    |
| -------- | ----------------- | ------------------ | ----------- |
| D        | Brek Shea         |                    | ritiro      |
| D        | Joevin Jones      |                    | svincolato  |
| D        | Damion Lowe       | Philadelphia Union | definitivo  |
| D        | Kieran Gibbs      |                    | ritiro      |
| D        | Aimé Mabika       | Toronto FC         | definitivo  |
| C        | George Acosta     | Cortuluá           | definitivo  |
| C        | Alejandro Pozuelo |                    | svincolato  |
| C        | Emerson Rodríguez | Santos Laguna      | in prestito |
| C        | Bryce Duke        | CF Montréal        | trade       |
| A        | Ariel Lassiter    | CF Montréal        | trade       |
| A        | Gonzalo Higuaín   |                    | ritiro      |

### A stagione in corso
| Acquisti | Acquisti        | Acquisti    | Acquisti   |
| R.       | Nome            | da          | Modalità   |
| -------- | --------------- | ----------- | ---------- |
| D        | Jordi Alba      |             | svincolato |
| D        | Tomás Avilés    | Racing Club | definitivo |
| C        | Sergio Busquets |             | svincolato |
| C        | Facundo Farías  | Colón (SF)  | definitivo |
| C        | Diego Gómez     | Libertad    | definitivo |
| A        | Lionel Messi    |             | svincolato |

| Cessioni | Cessioni        | Cessioni          | Cessioni   |
| R.       | Nome            | a                 | Modalità   |
| -------- | --------------- | ----------------- | ---------- |
| P        | Nick Marsman    |                   | svincolato |
| C        | Rodolfo Pizarro | AEK Atene         | definitivo |
| A        | Jake LaCava     | Tampa Bay Rowdies | definitivo |

## Risultati

### MLS
La MLS non adotta il sistema a due gironi, uno di andata e uno di ritorno, tipico in Europa per i campionati di calcio, ma un calendario di tipo sbilanciato.
| Fort Lauderdale 25 febbraio 2023 1ª giornata | Inter Miami | 2 – 0 | CF Montréal | DRV PNK Stadium (17 655 spett.) |

| Fort Lauderdale 4 marzo 2023 2ª giornata | Inter Miami | 2 – 0 | Philadelphia Union | DRV PNK Stadium (15 628 spett.) |

| New York 11 marzo 2023 3ª giornata | New York City | 1 – 0 | Inter Miami | Yankee Stadium (24 489 spett.) |

| Toronto 18 marzo 2023 4ª giornata | Toronto FC | 2 – 0 | Inter Miami | BMO Field (20 701 spett.) |

| Fort Lauderdale 25 marzo 2023 5ª giornata | Inter Miami | 2 – 3 | Chicago Fire | DRV PNK Stadium (17 699 spett.) |

| Cincinnati 1º aprile 2023 6ª giornata | FC Cincinnati | 1 – 0 | Inter Miami | TQL Stadium (25 082 spett.) |

| Fort Lauderdale 8 aprile 2023 7ª giornata | Inter Miami | 0 – 1 | FC Dallas | DRV PNK Stadium (17 287 spett.) |

| Houston 22 aprile 2023 8ª giornata | Houston Dynamo | 1 – 0 | Inter Miami | Shell Energy Stadium (16 045 spett.) |

| Columbus 29 aprile 2023 9ª giornata | Columbus Crew | 1 – 2 | Inter Miami | Lower.com Field (20 410 spett.) |

| Fort Lauderdale 6 maggio 2023 10ª giornata | Inter Miami | 2 – 1 | Atlanta United | DRV PNK Stadium (16 750 spett.) |

| Fort Lauderdale 13 maggio 2023 11ª giornata | Inter Miami | 2 – 1 | N.E. Revolution | DRV PNK Stadium (17 349 spett.) |

| Nashville 17 maggio 2023 12ª giornata | Nashville | 2 – 1 | Inter Miami | Geodis Park (25 839 spett.) |

| Fort Lauderdale 20 maggio 2023 13ª giornata | Inter Miami | 1 – 3 | Orlando City | DRV PNK Stadium (17 643 spett.) |

| Montreal 27 maggio 2023 14ª giornata | CF Montréal | 1 – 0 | Inter Miami | Stade Saputo (19 619 spett.) |

| Fort Lauderdale 31 maggio 2023 15ª giornata | Inter Miami | 0 – 1 | N.Y. Red Bulls | DRV PNK Stadium (15 136 spett.) |

| Fort Lauderdale 3 giugno 2023 16ª giornata | Inter Miami | 1 – 2 | D.C. United | DRV PNK Stadium (15 040 spett.) |

| Foxborough 10 giugno 2023 17ª giornata | N.E. Revolution | 3 – 1 | Inter Miami | Gillette Stadium (36 235 spett.) |

| Chester 24 giugno 2023 18ª giornata | Philadelphia Union | 4 – 1 | Inter Miami | Subaru Park (19 535 spett.) |

| Fort Lauderdale 1º luglio 2023 19ª giornata | Inter Miami | 1 – 1 | Austin FC | DRV PNK Stadium (17 053 spett.) |

| Fort Lauderdale 4 luglio 2023 20ª giornata | Inter Miami | 2 – 2 | Columbus Crew | DRV PNK Stadium (14 072 spett.) |

| Washington 8 luglio 2023 21ª giornata | D.C. United | 2 – 2 | Inter Miami | Audi Field (19 215 spett.) |

| St. Louis 15 luglio 2023 22ª giornata | St. Louis City | 3 – 0 | Inter Miami | Citypark (22 423 spett.) |

| Harrison 26 agosto 2023 23ª giornata | N.Y. Red Bulls | 0 – 2 | Inter Miami | Red Bull Arena (26 276 spett.) |

| Fort Lauderdale 30 agosto 2023 24ª giornata | Inter Miami | 0 – 0 | Nashville | DRV PNK Stadium (20 452 spett.) |

| Los Angeles 3 settembre 2023 25ª giornata | Los Angeles FC | 1 – 3 | Inter Miami | BMO Stadium (22 921 spett.) |

| Fort Lauderdale 9 settembre 2023 26ª giornata | Inter Miami | 3 – 2 | Sporting K.C. | DRV PNK Stadium (19 355 spett.) |

| Atlanta 16 settembre 2023 27ª giornata | Atlanta United | 5 – 2 | Inter Miami | Mercedes-Benz Stadium (71 635 spett.) |

| Fort Lauderdale 20 settembre 2023 28ª giornata | Inter Miami | 4 – 0 | Toronto FC | DRV PNK Stadium (19 659 spett.) |

| Orlando 24 settembre 2023 29ª giornata | Orlando City | 1 – 1 | Inter Miami | Exploria Stadium (25 527 spett.) |

| Fort Lauderdale 30 settembre 2023 30ª giornata | Inter Miami | 1 – 1 | New York City | DRV PNK Stadium (20 135 spett.) |

| Chicago 4 ottobre 2023 31ª giornata | Chicago Fire | 4 – 1 | Inter Miami | Soldier Field (62 124 spett.) |

| Fort Lauderdale 7 ottobre 2023 32ª giornata | Inter Miami | 0 – 1 | FC Cincinnati | DRV PNK Stadium (20 344 spett.) |

| Fort Lauderdale 18 ottobre 2023 33ª giornata | Inter Miami | 2 – 2 | Charlotte FC | DRV PNK Stadium (20 344 spett.) |

| Charlotte 21 ottobre 2022 34ª giornata | Charlotte FC | 1 – 0 | Inter Miami | Bank of America Stadium (66 101 spett.) |

### US Open Cup
| Arbitro: | E. García |

|  |                      |  |
|  | Tiri di rigore 3 – 5 |  |

| Fort Lauderdale 9 maggio 2023 Sedicesimi di finale | Inter Miami | 1 – 0 | Charleston Battery | DRV PNK Stadium (2 726 spett.)\| Arbitro: \| J. Bilinski \| |
| Arbitro:                                           | J. Bilinski |       |                    |                                                             |

| Fort Lauderdale 23 maggio 2023 Ottavi di finale | Inter Miami | 2 – 1 | Nashville | DRV PNK Stadium (2 244 spett.)\| Arbitro: \| L. Szpala \| |
| Arbitro:                                        | L. Szpala   |       |           |                                                           |

| Birmingham 7 giugno 2023 Quarti di finale | Birmingham Legion | 0 – 1 | Inter Miami | Protective Stadium (18 418 spett.)\| Arbitro: \| S. Demianchuk \| |
| Arbitro:                                  | S. Demianchuk     |       |             |                                                                   |

| Arbitro: | J. Dickerson |

|  |                      |  |
|  | Tiri di rigore 4 – 5 |  |

| Fort Lauderdale 27 settembre 2023 Finale | Inter Miami | 1 – 2 | Houston Dynamo | DRV PNK Stadium (20 288 spett.)\| Arbitro: \| J. Freemon \| |
| Arbitro:                                 | J. Freemon  |       |                |                                                             |

### Leagues Cup
| Arbitro: | H.S. Martínez |

|                        |           |            |
| Taylor 30’ Messi 90+4’ | Marcatori | 65’ Antuna |

| Arbitro: | M. Escobar |

|                               |           |  |
| Messi 8’, 22’ Taylor 44’, 53’ | Marcatori |  |

| Arbitro: | I.A.B. Cisneros |

|                                   |           |            |
| Messi 7’, 82’ Martínez 51’ (rig.) | Marcatori | 17’ Araújo |

| Arbitro: | C.A.R. Palazuelos |

|                                                       |                      |                                               |
| Quignon 37’ Kamungo 45’ Velasco 63’ Taylor 68’ (aut.) | Marcatori            | 6’, 85’ Messi 65’ Cremaschi 80’ (aut.) Farfan |
| Arriola Pomyakal Quignon Ferreira                     | Tiri di rigore 3 – 5 | Messi Busquets Campana Miller Cremaschi       |

| Arbitro: | I. Elfath |

|                                                             |           |  |
| Martínez 12’ (rig.) Taylor 32’ Malanda 82’ (aut.) Messi 86’ | Marcatori |  |

| Arbitro: | D. Huitrón |

|            |           |                                           |
| Bedoya 73’ | Marcatori | 3’ Martínez 20’ Messi 45+3’ Alba 84’ Ruíz |

| Arbitro: | C.A.R. Palazuelos |

|                                                                                          |                       |                                                                              |
| Picault 57’                                                                              | Marcatori             | 23’ Messi                                                                    |
| Mukhtar Leal Godoy Zimmerman Surridge Moore Lovitz MacNaughton Davis Shaffelburg Panicco | Tiri di rigore 9 – 10 | Messi Busquets Campana Miller Ulloa Kryvcov Alba Gómez Ruíz Yedlin Callender |

## Statistiche

### Statistiche di squadra
| Competizione  | Punti | In casa | In casa | In casa | In casa | In casa | In casa | In trasferta | In trasferta | In trasferta | In trasferta | In trasferta | In trasferta | Totale | Totale | Totale | Totale | Totale | Totale |
| Competizione  | Punti | G       | V       | N       | P       | Gf      | Gs      | G            | V            | N            | P            | Gf           | Gs           | G      | V      | N      | P      | Gf     | Gs     |
| ------------- | ----- | ------- | ------- | ------- | ------- | ------- | ------- | ------------ | ------------ | ------------ | ------------ | ------------ | ------------ | ------ | ------ | ------ | ------ | ------ | ------ |
| MLS           | 34    | 17      | 6       | 5       | 6       | 25      | 21      | 17           | 3            | 2            | 12           | 16           | 33           | 34     | 9      | 7      | 18     | 41     | 54     |
| U.S. Open Cup | -     | 3       | 2       | 0       | 1       | 4       | 3       | 3            | 1            | 2            | 0            | 6            | 5            | 6      | 3      | 2      | 1      | 10     | 8      |
| Leagues Cup   | -     | 4       | 4       | 0       | 0       | 13      | 2       | 3            | 1            | 2            | 0            | 9            | 6            | 7      | 5      | 2      | 0      | 22     | 8      |
| Totale        |       | 24      | 12      | 5       | 7       | 42      | 26      | 23           | 5            | 6            | 12           | 31           | 44           | 47     | 17     | 11     | 19     | 73     | 70     |